# معركة ساو ماميد
معركة ساو ماميد (البرتغالية:Batalha de São Mamede؛ بالنطق: ˈsɐ̃w̃ mɐˈmɛðɨ وقعت في (24 يونيو 1128) بالقرب من غيمارايس؛ تعتبر هذه المعركة الحدث البارز والأول لتأسيس فيما يعرف لاحقا مملكة البرتغال بين قوات ألفونسو إنريكي ووالدته تيريزا من ليون وعشيقها كونت ترافا التي تلقت الهزيمة على يد ابنها، وانتزاع منها كونتية البرتغال، وتوفيت تيريزا بعد عامين من ذلك، وبالفعل ورث ألفونسو إنريكي إدعيات والديه في مُلك البرتغال حتى أعلن نفسه أخيراً ملك البرتغال في 1139 بعد انتصاره على المسلمين في معركة أوريكي.